# 西班牙国民警卫队

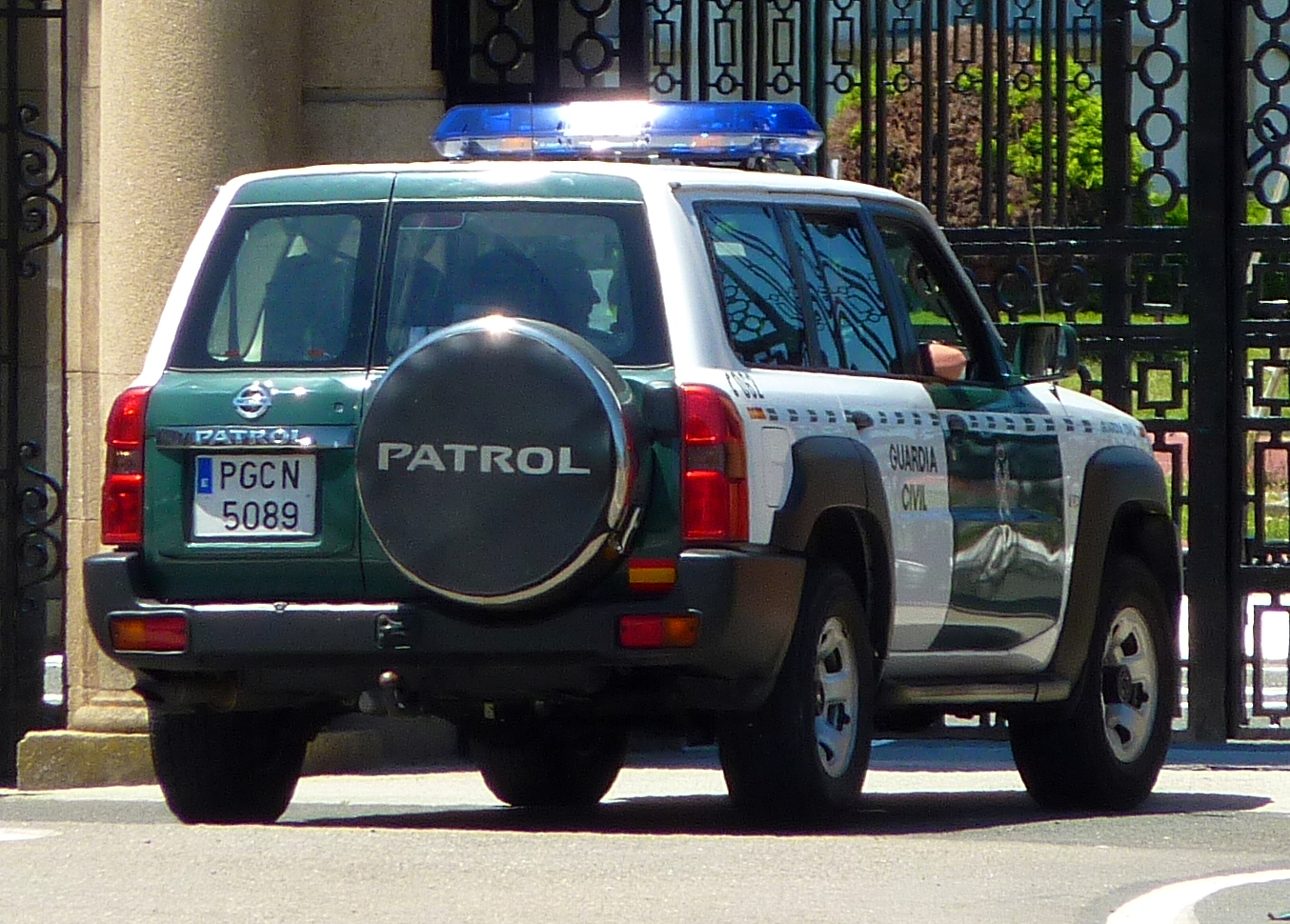
西班牙宪兵的巡逻警车

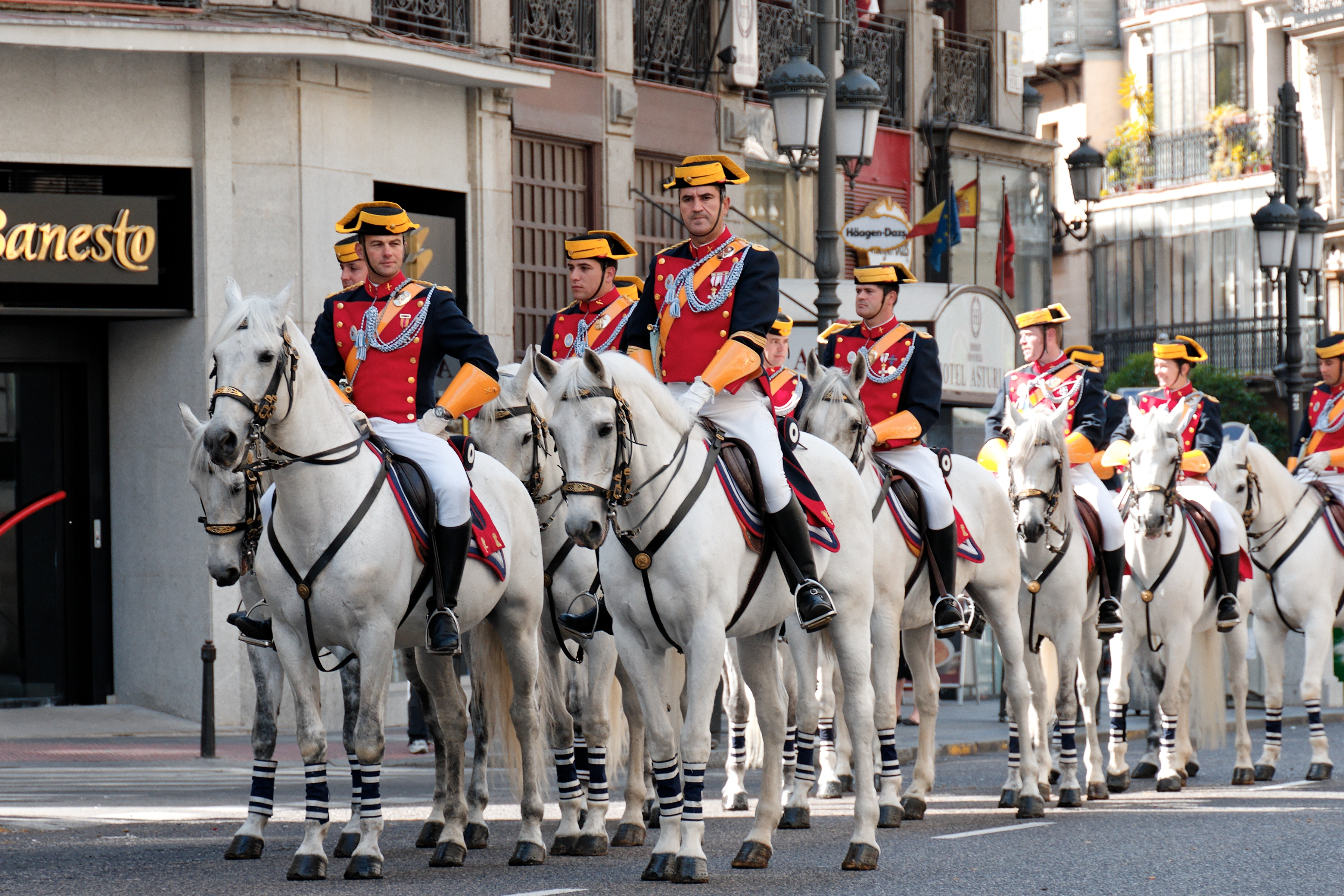
2008年在马德里纪念五月二日起义200周年时的西班牙宪兵仪仗队。

西班牙国民卫队，字面直譯為西班牙民防警衛隊（西班牙語：Guardia Civil），执行警察任务的武裝部隊，接受西班牙國防部及西班牙內政部雙重管轄，与西班牙国家警察隊同為西班牙的两支国家级守卫力量。任务包括：
- 执法（不包括2万人以上城市）
- 公路巡逻
- 保護国王与王室成员
- 憲兵
- 缉毒
- 海关缉私
- 海关与要地巡逻
- 机场安全
- 监狱安全与犯人看管
- 控枪
- 边界安全
- 爆炸品处置(TEDAX)
- 反恐与特战单位 (UEI)
- 海岸警备
- 驻外大使馆警卫
- 谍报与反间谍(SIGC)
- 潜水(GEAS)
- 互联网罪案
- 山地搜救(GREIM)
- 狩猎管理
- 环境保护执法(SEPRONA)
- 金融与经济罪案侦查

## 历史
西班牙内战时，国民警卫队也分裂为对战的两方，其中站在共和国政府一方的人员约占53% 